# Vasil Laçi
Vasil Laçi (Piqeras, 15 settembre 1922 – Tirana, 27 maggio 1941) è stato un patriota albanese. Noto anche come Vasil Llaçi è un eroe popolare dell'Albania.
Tentò di uccidere il re d'Italia Vittorio Emanuele III, e Shefqet Bej Vërlaci, Primo Ministro dell'Albania dopo l'occupazione dell'Albania da parte dell'Italia fascista.

## Gioventù
Vasil Laçi nacque nel villaggio di Piqeras nel sud dell'Albania vicino alla città di Saranda il 15 settembre 1922, figlio di Mihal e Vitori. Suo padre morì all'età di 30 anni, mentre Vasil era ancora un bambino. Trascorse la sua infanzia a Piqeras, dove studiò nella scuola elementare locale. Nel 1933-1935 lavorò a Durazzo come stivatore. Nel 1936 si trasferì a Tirana, capitale dell'Albania, dopo essere stato invitato a lavorare. L'invasione italiana lo trovò a Tirana. Lì sviluppò relazioni con gruppi patriottici e aiutò molti dei loro membri a fuggire dalle truppe e dalla polizia italiane. Lavorò inizialmente come lavapiatti e poi come domestico. Suo cugino Kolë Llaçi era membro del gruppo comunista di Korçë (dove era emigrato) e morì nel settembre 1941 nel carcere di Voskopojë dopo essere stato arrestato dagli italiani. I rapporti militari fascisti affermarono che "Llaçi aveva idee comuniste ed era stato in contatto con la letteratura comunista".

## Tentato assassinio di Vittorio Emanuele III
Vittorio Emanuele III decise di visitare l'Albania il 12 aprile 1941 e vi arrivò un mese dopo, dopo essere stato rassicurato dalla polizia fascista italiana di Tirana che erano state prese tutte le misure di sicurezza. Laçi seppe della visita di Vittorio Emanuele in Albania quindici giorni prima del suo arrivo, il 2 maggio 1941. In seguito riuscì a trovare un lavoro presso l'Hotel International dove avrebbe soggiornato Vittorio Emanuele, e prese in prestito una pistola Beretta M1915 da Pëllumb Koka, un altro patriota albanese. Il 17 maggio 1941 il diciannovenne Vasil Laçi, in costume nazionale albanese, attaccò l'auto su cui viaggiavano Vittorio Emanuele e Shefqet Bej Vërlaci, Primo Ministro dell'Albania, accompagnati dai ministri del governo. Sparò quattro colpi verso di loro gridando "Viva l'Albania! Abbasso il fascismo", ma nessun colpo andò a segno. Lo stesso re d'Italia scampato all'assassinio avrebbe commentato impassibile: "Spara ben male quel ragazzo". Dopo l'attentato le fonti italiane a Roma accusarono la Grecia di essere dietro di lui e chiamarono Laci un "greco-macedone di nome Mihailoff Vasillaci" (di origine greco-macedone).

## Conseguenze ed eredità
Laçi fu immediatamente arrestato e giustiziato per impiccagione dieci giorni dopo. Il governo italiano attribuì il suo attacco a problemi economici che ebbe con Shefqet Bej Vërlaci, al fine di prevenire possibili rivolte del popolo albanese.
È stato uno dei primi ad essere insignito postumo dal governo comunista albanese dell'onorificenza Eroe del popolo d'Albania. Il suo tentato assassinio è stato drammatizzato prima come un libro e poi come un film nel film del 1980 intitolato Proiettili per l'Imperatore (in albanese Plumba Perandorit). Attualmente, un monumento si trova a Tirana per onorare le sue azioni.